# Carlos Tejas
Carlos Rodrigo Tejas Pastén (Iquique, Chile, 4 de octubre de 1971) es un exportero chileno. Actualmente se desempeña como preparador de arqueros del club Provincial Ovalle.

## Trayectoria
Fue un destacado portero chileno, con dilatada trayectoria en el fútbol chileno. Además fue nominado a la Selección Chilena.
Estuvo en las divisiones inferiores de Coquimbo Unido y de Deportes Iquique. Comenzó su carrera en Coquimbo Unido, en donde debutó el año 1995, después cambia de aires en la temporada 1999/2000, en donde se marcha a Santiago Morning y después juega en Coquimbo Unido, Cobreloa, Deportes La Serena, O'Higgins y nuevamente en Coquimbo Unido en donde se retiró el 2010.
Quizás su momento más difícil en su carrera personal fue cuando provocó un accidente  de tránsito que le costó la vida a una persona y dejó a otra grave.

## Selección nacional
Fue parte de la Selección Chilena en el mundial de Francia-98, en donde fue como tercer arquero. Además, estuvo nominado en la Copa América 1997 y en las Clasificatorias para el Mundial 2002, donde fue suplente en la derrota ante Colombia por 1:3.

### Participaciones en Copa América
| Torneo            | Sede    | Resultado      | Partidos |
| ----------------- | ------- | -------------- | -------- |
| Copa América 1997 | Bolivia | Fase de grupos | 0        |

#### Participaciones en Copas del Mundo
| Mundial                        | Sede    | Resultado        |
| ------------------------------ | ------- | ---------------- |
| Copa Mundial de Fútbol de 1998 | Francia | Octavos de final |

#### Participaciones en Eliminatorias a la Copa del Mundo
| Eliminatoria                     | Sede                | Resultado | Posición | Partidos |
| -------------------------------- | ------------------- | --------- | -------- | -------- |
| Clasificatorias Corea-Japón 2002 | Corea del Sur Japón | Eliminado | 10.º     | 0        |

## Clubes
| Club                        | País  | Año       |
| --------------------------- | ----- | --------- |
| Coquimbo Unido              | Chile | 1995-1998 |
| → Santiago Morning (cedido) | Chile | 1996      |
| Santiago Morning            | Chile | 1999-2000 |
| Coquimbo Unido              | Chile | 2001-2002 |
| Cobreloa                    | Chile | 2003      |
| Deportes La Serena          | Chile | 2004-2006 |
| O'Higgins                   | Chile | 2007-2008 |
| Coquimbo Unido              | Chile | 2009-2010 |

## Palmarés

### Campeonatos nacionales
| Título           | Club             | País  | Año           |
| ---------------- | ---------------- | ----- | ------------- |
| Tercera División | Santiago Morning | Chile | 1996          |
| Primera División | Cobreloa         | Chile | Apertura 2003 |
| Primera División | Cobreloa         | Chile | Clausura 2003 |